# Olasz müge
Az olasz müge (Asperula taurina) a buzérfélék családjába tartozó, Dél-Európában és Nyugat-Ázsiában honos, Magyarországon védett növényfaj.

## Megjelenése
Az olasz müge 30-70 cm magas, lágyszárú, évelő növény. Szára egyenes vagy elágazó, felül elszórtan szőrözött. Középső és felső levelei négyesével, örvösen helyezkednek el a száron, háromerűek, széles lándzsás alakúak, hosszuk 4–6 cm, szélességük 2–2,5 cm
Virágzata a szárak végén elhelyezkedő fejecske. A tölcsér alakú fehér virágok csövecskéje igen hosszú, 6-10 mm. A négy szirom szabad végei visszakunkorodók. Egyenlőtlen hosszúságú murvalevelei elrejtik a kb. 3 mm-es kopasz termést.   

## Elterjedése, életmódja
Dél-Európában és Nyugat-Ázsiában honos, Franciaországtól a Balkánon és Kis-Ázsián keresztül a Kaukázusig, Északnyugat-Iránig. A Brit-szigetekre, Németországba, Lengyelországba, Dániába betelepítették. Magyarországon szinte kizárólag a Mecsekben és a Villányi-hegységben fordul elő, ahol a megfelelő élőhelyeken nem ritka. 
Illír bükkösök, illír tölgyesek, karsztbokorerdők, déli kitettségű erdők, erdőszegélyek lakója.
Május-júniusban virágzik. 
Magyarországon védett, természetvédelmi értéke 5 000 Ft.

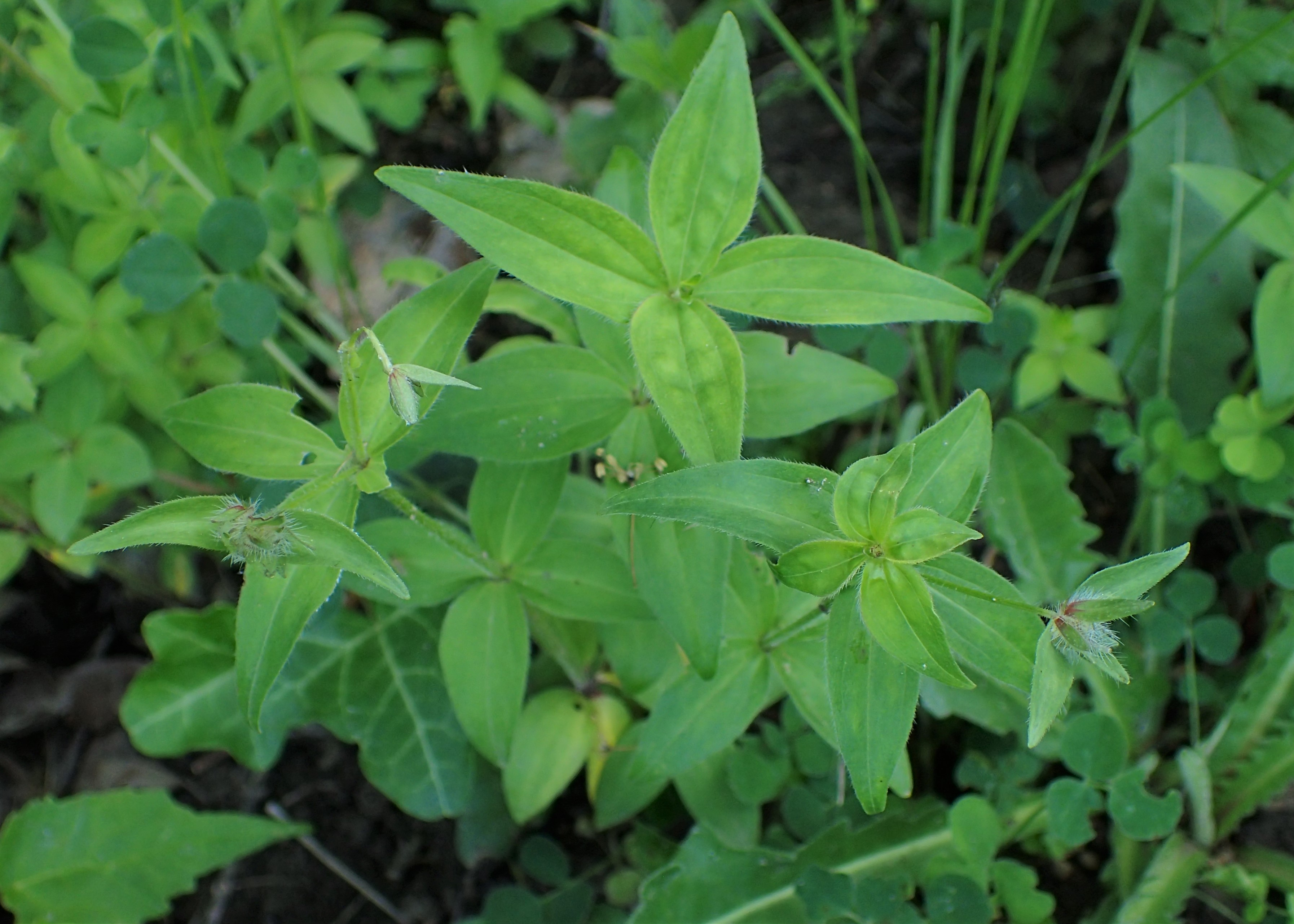
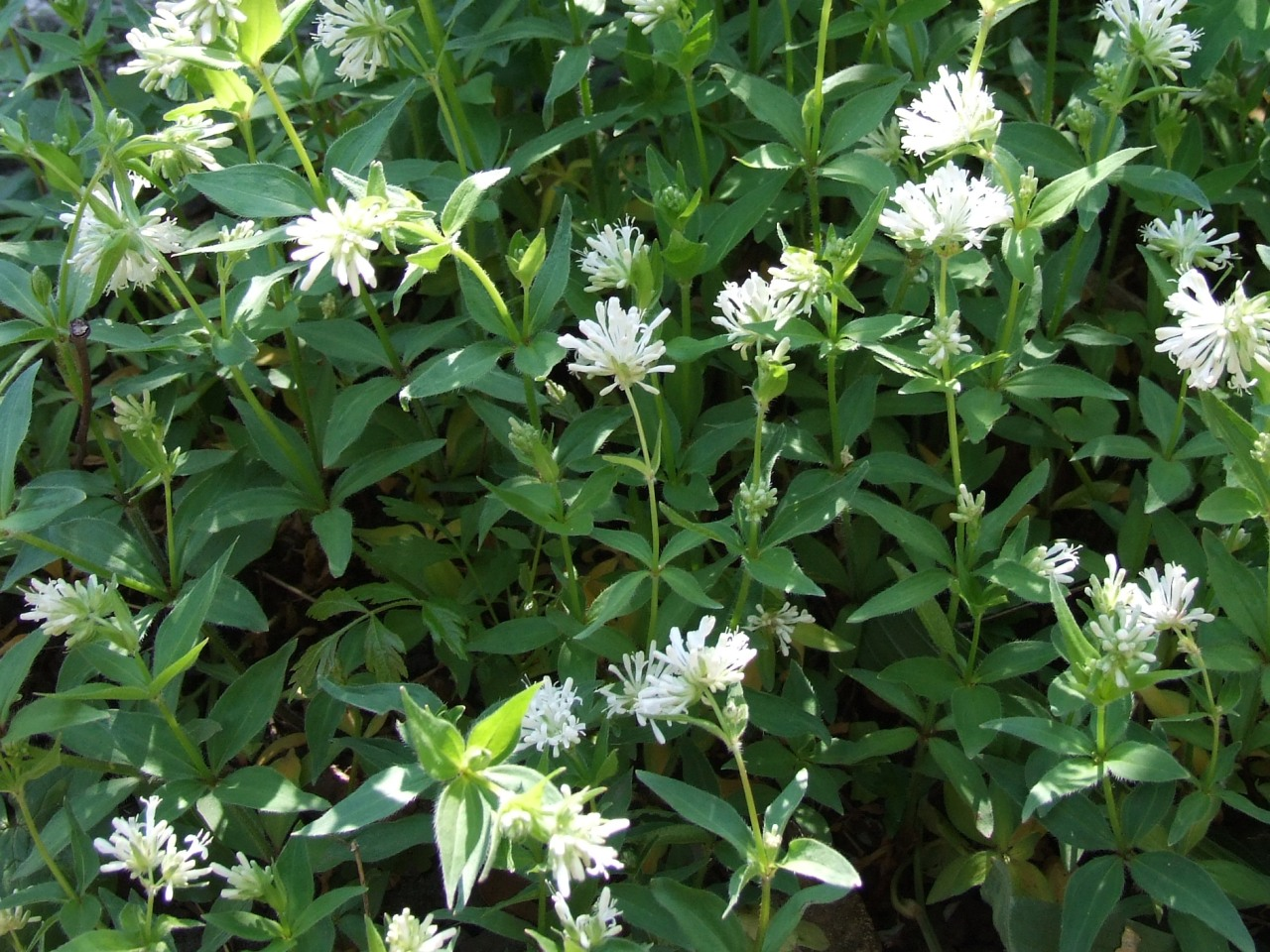
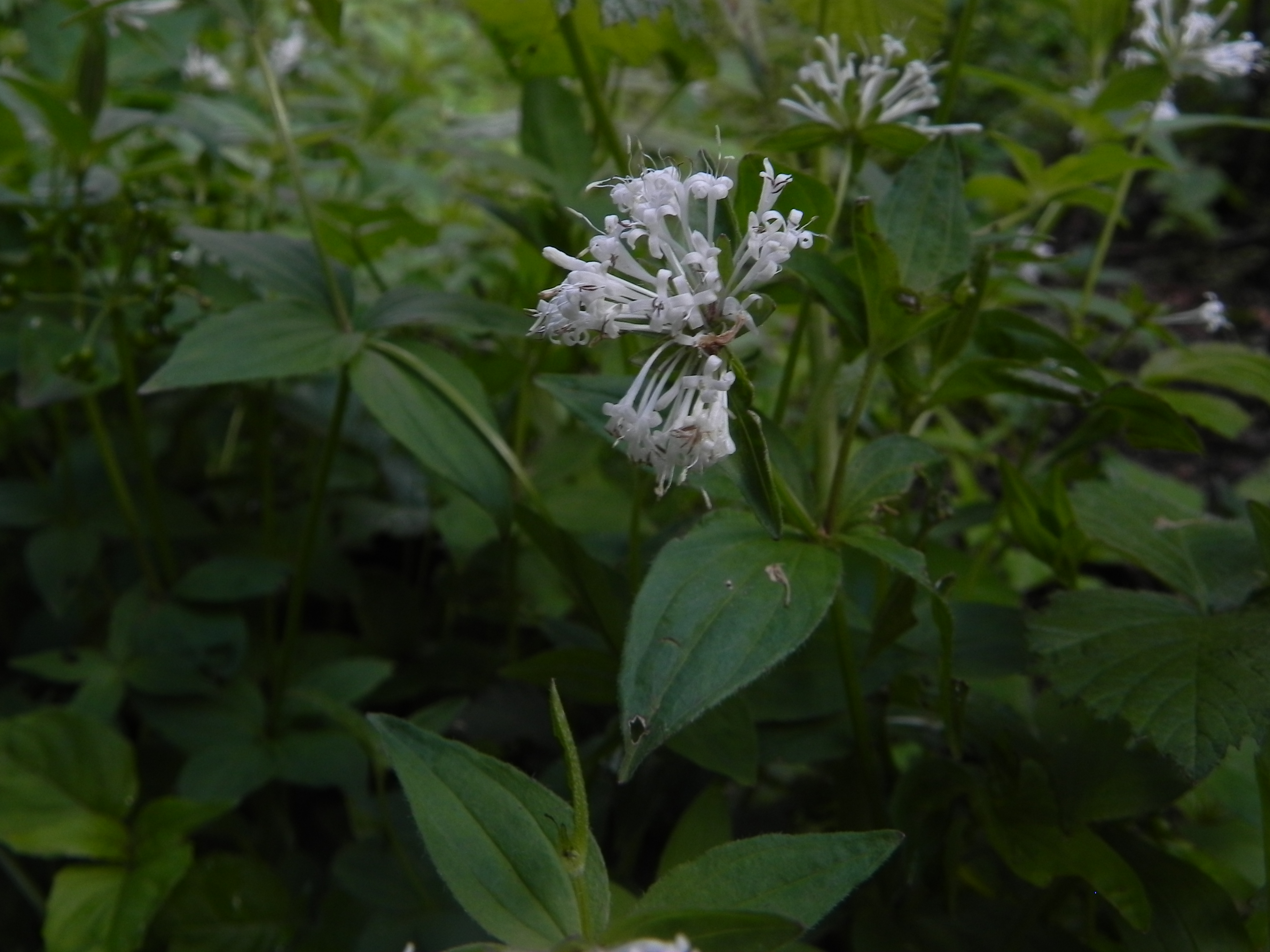
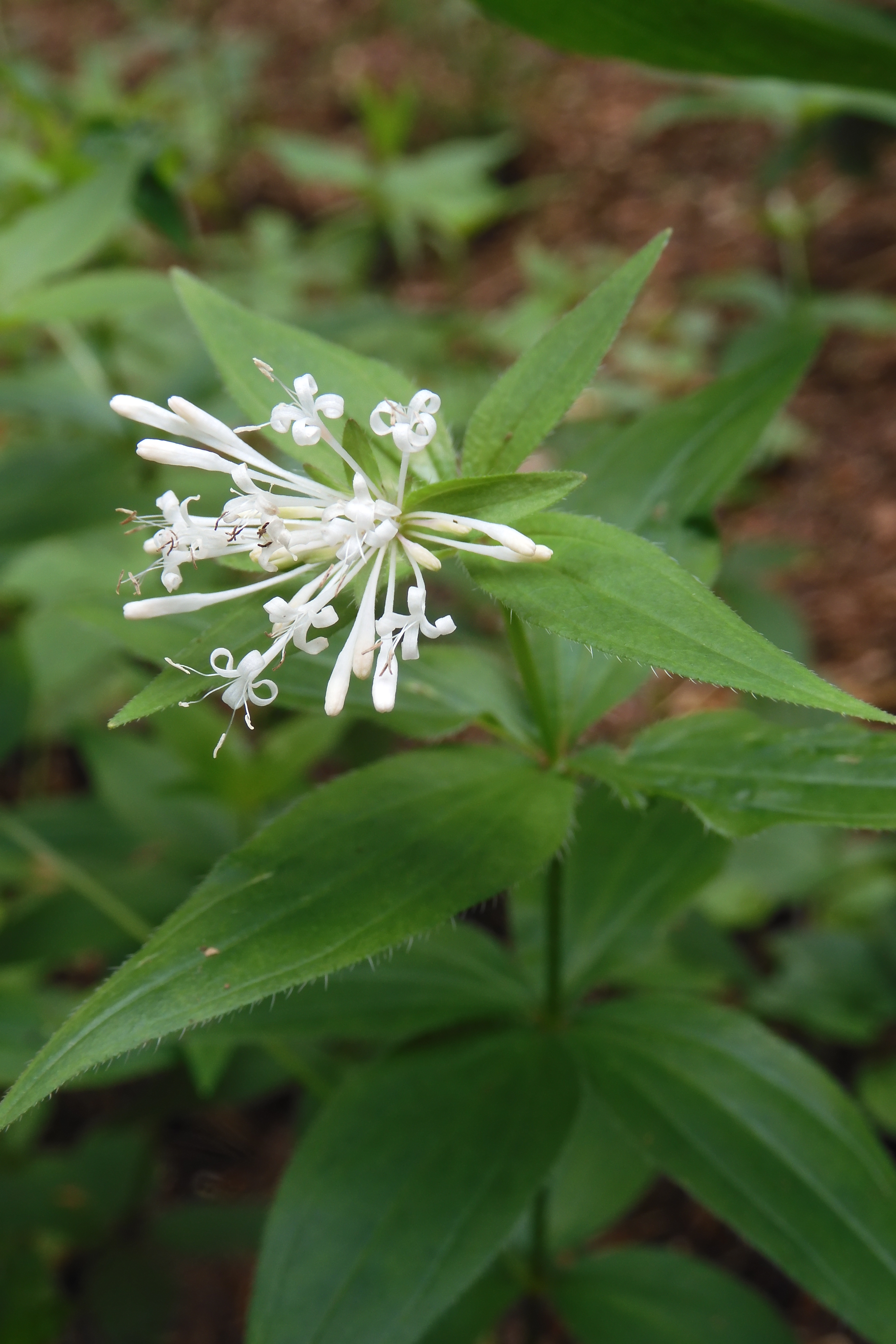